# Ботанічний сад (станція метро, Москва)

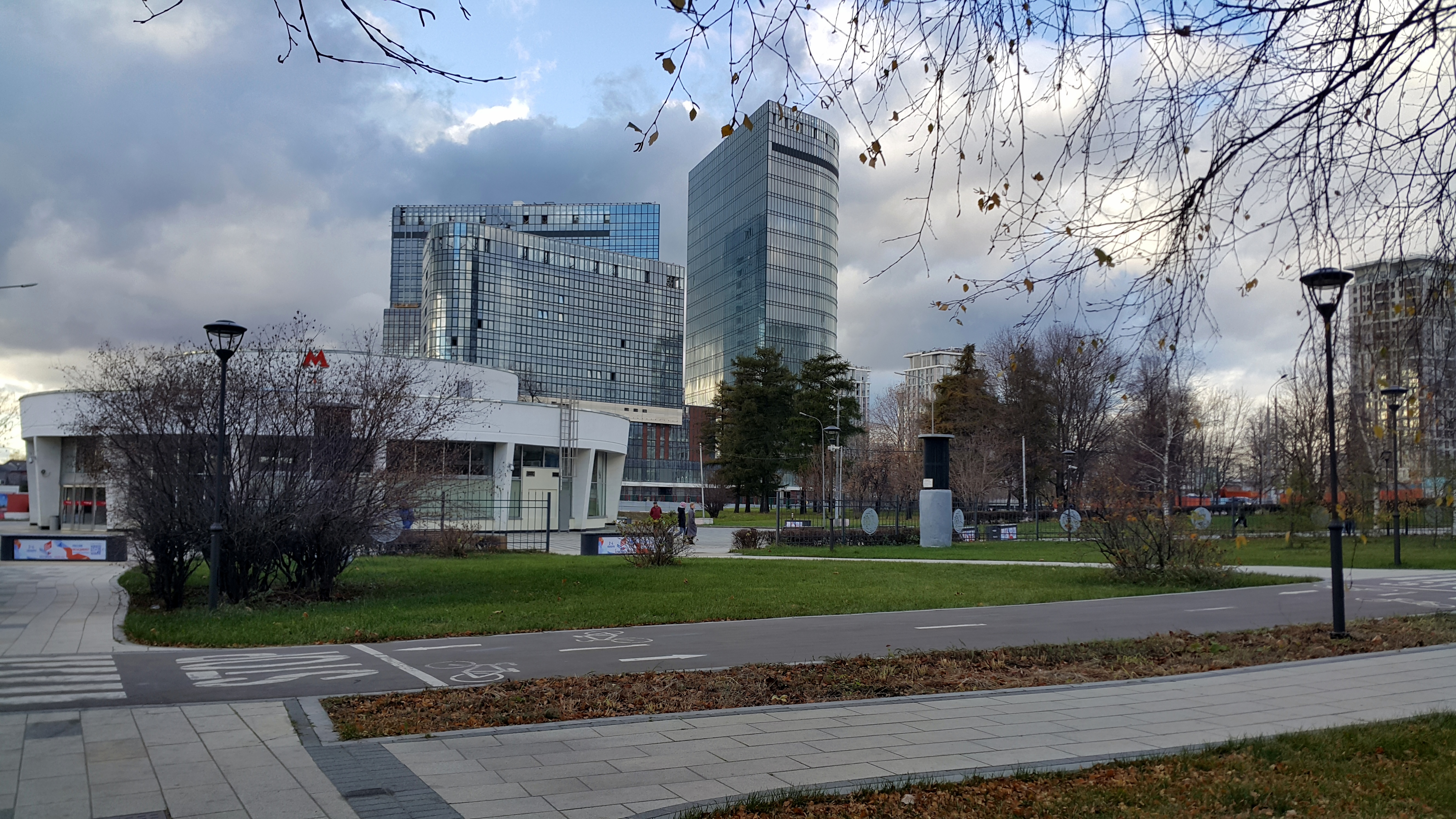
Південний вестибюль станції метро «Ботанічний сад» біля входу в парк «Сад майбутнього», 28 жовтня 2019 р.

55°50′42″ пн. ш. 37°38′19″ сх. д. / 55.84500° пн. ш. 37.63861° сх. д.
«Ботанічний сад» (рос. Ботанический сад) — станція Калузько-Ризької лінії Московського метрополітену. Розташована між станціями «Свіблово» і «ВДНХ».
Станція відкрита 29 вересня 1978 у складі дистанції «ВДНХ» — «Медведково».

## Походження назви
Станція отримала свою назву по Головному Ботанічному саду РАН, новий вхід до якого планували побудувати неподалік від її південного вестибюля. Але надалі від проекту відмовилися, отже назва не зовсім відповідає логіці: найближчою станцією до входу в сад є «Владикіно» Серпуховсько-Тимірязєвської лінії, а станція «Ботанічний сад» знаходиться лише за 10-15 хвилин ходьби від входу. Південний вихід зі станції знаходиться на території садиби Леоново.

## Вестибюлі та пересадки
Станція має два виходи. Південний наземний вестибюль, виконано у вигляді ротонди, розташовано у парку на вулиці Леонова і сполучено зі станційним залом ескалатором. За 15 хвилин ходьби від південного виходу розташовується один зі входів Головного ботанічного саду РАН (з Сільськогосподарської вулиці).
Північний вестибюль сполучено зі станційним залом сходами. Виходи з нього об'єднані з підземними переходами під проїздом Серебрякова і Сніговою вулицею. Перехід до північного вестибюля прокладений під залізничними коліями Московського центрального кільця.

### Пересадки
- Станцію МЦК  Ботанічний сад
- Автобуси: 33, 61, 71, 134, 154, 185, 195, 428, 533, 603, 628, 789, н6

## Технічна характеристика
Конструкція станції — колонна трипрогінна мілкого закладення (глибина закладення — 7 м). Споруджена зі збірних конструкцій. На станції два ряди по 26 залізобетонних колон (крок колон — 6,5 м).

## Колійний розвиток
Станція без колійного розвитку.

## Оздоблення
У південному вестибюлі встановлені художні скульптурні квітники (автор Н. П. Мастеропуло) з поливної кераміки.
Стіни й колони станції оздоблені білим мармуром. Колійні стіни прикрашають п'ять парних панно з сюжетами на теми природи (на панно викарбувані яблука, виноград, рута, квіти). Вони виконані в металі (з анодованого алюмінію) з підсвічуванням (авт. З. М. Вєтрова).
Підлога викладена лабрадоритом і сірим гранітом . Стеля має квадратні ніздрюваті секції з анодованого під золото алюмінію. У кесони стелі вмонтовані світильники.
До 2005 відмінною рисою станції було погане освітлення (подібно станції-«близнюку» Бурнаковській в Нижньому Новгороді); вона була найтемнішою у Московському метро. В 2005 освітлення було посилено і, можливо, разом з цим станція частково втратила свою своєрідність, що надається їй півмороком.